# Arthur William Conway
Arthur William Conway (* 2. Oktober 1875 in Wexford; † 11. Juli 1950 in Dublin) war ein irischer Mathematiker und theoretischer Physiker.

## Leben
Conway studierte ab 1892 am University College Dublin und erhielt 1896 seinen Bachelor-Abschluss (als Bester seines Jahrgangs) und 1897 den Master-Abschluss in Mathematik (ebenfalls mit Bestnoten) an der Royal University of Ireland (das University College hatte damals keinen offiziellen Universitäts-Status). Danach studierte er an der University of Oxford (Corpus Christi College) bei Augustus Edward Hough Love, der ihn stark beeinflusste und mit dem er später korrespondierte. 1901 wurde er Professor für mathematische Physik am University College Dublin. Daneben hatte er Fellowships des Corpus Christi College in Oxford und der Royal University of Ireland und war Lehrer am St. Patrick´s College in Maynooth. 1903 heiratete er Agnes Bingham, mit der er drei Töchter und einen Sohn hatte. 1940 bis 1947 war er Präsident des University College Dublin.
Einer seiner Studenten war der spätere irische Präsident Éamon de Valera, der ihn später bei der Gründung des Dublin Institute for Advanced Studies hinzuzog.
Er befasste sich Anfang des 20. Jahrhunderts mit Theorie des Elektromagnetismus (Elektronentheorie) und Theorie der Spektren. Dabei stand er mit Love und Joseph Larmor in Verbindung. Bekannt ist er für die Anwendung von Quaternionen in der speziellen Relativitätstheorie (1911, 1912), unabhängig von Ludwik Silberstein. Als Wissenschaftshistoriker befasste er sich besonders mit dem irischen Erfinder der Quaternionen William Rowan Hamilton und gab mit John Lighton Synge und A. J. McConnell Hamilton´s mathematischen Arbeiten heraus.
Er war mehrfach Invited Speaker auf den Internationalen Mathematikerkongressen (1924, 1932, 1936). Er war Fellow der Royal Society und 1937 bis 1940 Präsident der Royal Irish Academy.

## Schriften
- J. McConnell (Hrsg.): Selected papers of Arthur William Conway. Dublin, 1953.